# Episodi de La casa nella prateria (quinta stagione)
La quinta stagione della serie televisiva La casa nella prateria è stata trasmessa dalla NBC dall'11 settembre 1978 al 19 marzo 1979.
La stagione inizia nella città di Winoka, dove gli Ingalls conoscono l'orfano Albert. Dal sesto episodio lo scenario torna nuovamente a Walnut Grove. L'introduzione di personaggi come Adam e Albert segna il distacco definitivo della serie dai libri di Laura: nella vita reale infatti, a differenza della versione romanzata, Mary non si è mai sposata e gli Ingalls non hanno mai adottato nessun bambino; inoltre quando Laura aveva dodici anni la famiglia si era trasferita a De Smet, South Dakota, senza più tornare a Walnut Grove.
Infine, a partire da questa stagione e solo per il panorama italiano, viene creata una nuova sigla in cui viene accreditato anche il personaggio di Albert (Matthew Laborteaux).
| nº | Titolo originale                   | Titolo italiano                  | Prima TV USA      | Prima TV Italia |
| -- | ---------------------------------- | -------------------------------- | ----------------- | --------------- |
| 1  | As Long as We're Together: part 1  | Finché staremo insieme - parte 1 | 11 settembre 1978 |                 |
| 2  | As Long as We're Together: part 2  | Finché staremo insieme - parte 2 | 18 settembre 1978 |                 |
| 3  | The Winoka Warriors                | I guerrieri di Winoka            | 25 settembre 1978 |                 |
| 4  | The Man Inside                     | Uno scherzo crudele              | 2 ottobre 1978    |                 |
| 5  | There's No Place Like Home: Part 1 | Casa dolce casa - parte 1        | 9 ottobre 1978    |                 |
| 6  | There's No Place Like Home: Part 2 | Casa dolce casa - parte 2        | 16 ottobre 1978   |                 |
| 7  | Fagin                              | La gelosia di Laura              | 23 ottobre 1978   |                 |
| 8  | Harriet's Happenings               | Il notiziario di Harriet         | 30 ottobre 1978   |                 |
| 9  | The Wedding                        | Il matrimonio                    | 6 novembre 1978   |                 |
| 10 | Men Will Be Boys                   | Uomini e bambini                 | 13 novembre 1978  |                 |
| 11 | The Cheaters                       | Gli imbroglioni                  | 20 novembre 1978  |                 |
| 12 | Blind Journey: Part 1              | Un viaggio nel buio - parte 1    | 27 novembre 1978  |                 |
| 13 | Blind Journey: Part 2              | Un viaggio nel buio - parte 2    | 4 dicembre 1978   |                 |
| 14 | The Godsister                      | L'angelo custode                 | 18 dicembre 1978  |                 |
| 15 | The Craftsman                      | L'artigiano                      | 8 gennaio 1979    |                 |
| 16 | Blind Man's Bluff                  | Il finto cieco                   | 15 gennaio 1979   |                 |
| 17 | Dance with Me                      | Balla con me                     | 22 gennaio 1979   |                 |
| 18 | The Sound of Children              | Le voci dei bambini              | 5 febbraio 1979   |                 |
| 19 | The Lake Kezia Monster             | Il mostro del lago Kezia         | 12 febbraio 1979  |                 |
| 20 | Barn Burner                        | Il granaio in fiamme             | 19 febbraio 1979  |                 |
| 21 | The Enchanted Cottage              | Una casetta per Mary             | 26 febbraio 1979  |                 |
| 22 | Someone Please Love Me             | Per favore qualcuno mi ami       | 5 marzo 1979      |                 |
| 23 | Mortal Mission                     | Missione mortale                 | 12 marzo 1979     |                 |
| 24 | The Odyssey                        | L'Odissea                        | 19 marzo 1979     |                 |

Cast regolare:

Michael Landon (Charles Ingalls)
Karen Grassle (Caroline Quiner Ingalls)
Melissa Gilbert (Laura Ingalls)
Matthew Laborteaux (Albert Quinn Ingalls)
Melissa Sue Anderson (Mary Ingalls Kendall)
Lindsay e Sidney Greenbush (Carrie Ingalls)

## Finché staremo insieme
- Titolo originale: As Long as We're Together
- Diretto da: Michael Landon
- Scritto da: Michael Landon

### Trama
Episodio in due parti:
Parte 1: Walnut Grove è stata abbandonata da tutti i suoi abitanti e la famiglia Ingalls si trasferisce nella città di Winoka, per permettere a Mary di stare assieme ad Adam nella nuova scuola per ciechi. Charles e Caroline trovano lavoro al Dakota Hotel dove si occupano della cucina, delle pulizie e della contabilità, mentre Laura è costretta a rimanere tutto il giorno chiusa in camera per badare a Carrie e Grace. Quando Charles viene disturbato dagli schiamazzi notturni del saloon di fronte, prova ad intervenire, ma scopre che il proprietario è Miles Standish, uno spietato uomo d'affari locale che possiede anche l'albergo. È difficile adattarsi alla vita di città in mezzo a gente sconosciuta, ma qualche giorno dopo arrivano i Garvey e gli Oleson. Laura conosce Albert, un piccolo lustrascarpe che si stupisce di ricevere il suo aiuto senza dover dare niente in cambio.
Parte 2: Nels e Harriet trovano lavoro al saloon mentre Alice Garvey inizia l'insegnamento per i bambini poveri della città in una stalla, dato che l'unica altra scuola è un'accademia privata molto costosa. Charles diventa amico di Albert, dopo essersi scontrato più volte coi suoi piccoli furti e aver scoperto che il bambino abita da solo in un sottoscala. Non manca un nuovo confronto col signor Standish che gli nega un anticipo sulla paga, chiesto per poter comprare un regalo per il 16º compleanno di Mary. Caroline scopre che il marito le nasconde la verità e che per avere i soldi ha venduto il suo violino. Poco prima della festa a sorpresa per la figlia, Charles fa a pugni con Harlan, lo scagnozzo di Standish che ha importunato sia Caroline che Mary. Dopo essere stato pestato a sangue, viene vendicato da Jonathan che ottiene il posto di buttafuori proprio al posto di Harlan. Riuniti in una grande tavolata, gli Ingalls, i Garvey, gli Oleson e Albert si commuovono nel vedere che anche Mary ha in serbo per loro una sorpresa: ha riacquistato il violino del padre perché per lei il miglior regalo è sentirlo suonare. Laura le scrive una cartolina in braille in cui le dice che le vuole bene.
- Guest Star: Leon Charles (Miles Standish), Cletus Young (Harlan)

## I guerrieri di Winoka
- Titolo originale: The Winoka Warriors
- Diretto da: William F. Claxton
- Scritto da: John T. Dugan

### Trama
Charles convince Albert a frequentare la scuola in cambio di 25 cents a settimana. Con Garvey come allenatore, Albert e la sua classe sfidano a football i ragazzi dell'Accademia privata. Adam coinvolge nella squadra un suo studente cieco.
- Guest Star: John Ireland (Frank Carlin), Brad Wilkin (Tom Carlin), Leon Charles (Miles Standish)

## Uno scherzo crudele
- Titolo originale: The Man Inside
- Diretto da: Michael Landon
- Scritto da: Michael Landon

### Trama
Laura fa amicizia con Amelia, una nuova compagna di classe. Per strada si prende gioco di un uomo obeso che lavora alla scuola per ciechi, non sapendo che è il padre della ragazza. Sentendo che sua figlia si vergogna di lui, l'uomo mente alla famiglia dicendo di dover lavorare per le ferrovie lontano da Winoka, ma in realtà si nasconde nella scuola per ciechi, dove è ben voluto da tutti. Un incidente farà scoprire la verità ed Amelia correrà al capezzale del padre in fin di vita.
- Guest Star: Cliff Emmich (John Bevins), Katherine Woodville (Bess Bevins), Julie Anne Haddock (Amelia Bevins), Walker Edmiston (Dr. Moore), Sam Edwards (Impiegato alla Posta)

## Casa dolce casa
- Titolo originale: There's No Place Like Home
- Diretto da: Michael Landon
- Scritto da: Michael Landon

### Trama
Episodio in due parti:
Parte 1: Laura vuole realizzare uno spettacolo di fuochi d'artificio per il 4 luglio, come si faceva a Walnut Grove e chiede a Nels Oleson quanto potrebbe costare. Nels viene rimproverato dal signor Standish per aver perso tempo con i ragazzi invece di lavorare mentre Laura, che gli sostiene lo sguardo, viene accusata di avergli risposto in modo insolente. Quando Standish si lamenta dell'accaduto con Charles, Laura si stupisce che il padre non la difenda e confida alla madre di essersi vergognata di lui, identificandolo nella sottomissione di un episodio letto a scuola ne "La capanna dello zio Tom". Caroline, risentita, spiega a Laura che l'unica a doversi vergognare dovrebbe essere lei, per non aver capito quanto sia costato a Charles non reagire per proteggere la sua famiglia. Nel frattempo Toby Noe vince 5000 dollari alla lotteria e decide di accontentare i ragazzi finanziando i fuochi del 4 luglio. Standish, temendo di perdere clienti al saloon, impedisce a Charles di aiutarlo e cerca di battere Toby a carte barando. Quando Jonathan mette in guardia l'amico, Standish lo licenzia, ma Garvey è contento e decide di tornare alla sua fattoria dove faticherà di più per non morire di fame, ma almeno alla fine della giornata si sentirà fiero e non sporco. Questa decisione farà riflettere sia Nels che Charles. Il primo si ubriacherà e si licenzierà quella stessa sera decidendo di tornare a casa anche senza la sua famiglia, mentre il secondo farà fatica ad ammettere di voler lasciare la città per non abbandonare Mary. La ragazza non vuole che la famiglia si sacrifichi per stare vicino a lei e li spinge a tornare a Walnut Grove. Standish sarà vittima della sua stessa avidità, quando vincerà anche le casse di fuochi d'artificio di Toby Noe e suo figlio, per provarne uno, darà fuoco all'intero saloon. Tra razzi e petardi, Harriet metterà in salvo Nels ancora ubriaco, accettando di andare via con lui dopo aver visto che il marito si è giocato la paga ed ha vinto un sacco di soldi.
Parte 2: Charles convince Albert ad andare con loro, dicendo al bambino di aver bisogno di aiuto alla fattoria, ma in realtà non ha il cuore di abbandonarlo a Winoka, sapendolo solo a dormire in un sottoscala ed a fare il lustrascarpe senza poter più andare a scuola. Il ritorno a Walnut Grove è traumatico, le strade sono ricoperte di erbacce e la chiesa è in abbandono. Il signor Hanson, fondatore della cittadina, ha avuto un ictus e non ha più voglia di vivere. Solo il dottor Baker gli è rimasto vicino, ma neanche la visita di Charles e Jonathan riesce a scuoterlo. Quando Charles convince i suoi concittadini a ricostruire Walnut Grove, il suono della campana e il ritorno del reverendo Alden per la messa spingono Lars Hanson ad alzarsi.
- Guest Star: Ray Bolger (Toby Noe), Leon Charles (Miles Standish), Karl Swenson (Lars Hanson)

## La gelosia di Laura
- Titolo originale: Fagin
- Diretto da: Michael Landon
- Scritto da: Carole Raschella e Michael Raschella

### Trama
Charles acquista un vitello per l'imminente fiera della contea e lo regala ad Albert che lo chiama Fagin. Laura inizia ad essere gelosa quando il padre inizia a dare più attenzioni ad Albert, che gli chiede di poterlo chiamare papà per evitare di essere deriso dai compagni di scuola. Nellie si accorge della gelosia di Laura e si prende gioco di lei fino a ricevere un pugno su un occhio. Caroline scopre il motivo del litigio e ne parla a Charles mentre Albert sente il loro discorso per caso e decide di fuggire. Laura porterà Fagin alla fiera dove Albert segue la gara di nascosto. Dopo essersi chiarita col padre, Laura pentita dedicherà la vittoria a "suo fratello Albert" che scoppia in lacrime e la abbraccia.

## Il notiziario di Harriet
- Titolo originale: Harriet's Happenings
- Diretto da: William F. Claxton
- Scritto da: John T. Dugan

### Trama
Un cugino della signora Oleson, Sterling Murdoch, arriva a Walnut Grove per stampare il primo giornale della città: "La penna e l'aratro". Harriet, in cambio di pubblicità per l'emporio, scrive una rubrica di pettegolezzi, mentre Laura ed Albert per 50 cent alla settimana diventano "i diavoli del tipografo", ovvero i supervisori delle bozze di stampa. Quando la Oleson viene a sapere che uno studente di origini tedesche batte Nellie nella gara di ortografia a scuola, si vendica scrivendo sul notiziario che i genitori del ragazzo sono analfabeti. Dopo altri articoli privi di rispetto per molti concittadini, Charles proibisce ai suoi figli di lavorare ancora per il giornale e protesta con Murdoch per i toni assunti dagli articoli di Harriet, ma le sue lamentele cadono nel vuoto. Prima di andare via Laura e Albert decidono di apportare delle modifiche all'articolo della signora Oleson. L'ennesima vendetta di Harriet non si fa attendere e questa volta colpisce Albert e le sue origini. Durante la funzione domenicale Charles troverà il modo per ristabilire l'ordine.
- Guest Star: John Hillerman (Murdock), King Moody (Otto Schiller), Lisa Pera (Sig.ra Schiller), Ike Eisenmann (Eric Schiller)

## Il matrimonio
- Titolo originale: The Wedding
- Diretto da: Michael Landon
- Scritto da: Arthur Heinemann

### Trama
Quando Adam chiede a Mary di sposarlo, Charles e Caroline partono per Winoka, lasciando a casa gli altri figli, non potendosi permettere il biglietto del treno per tutti. La ragazza con il passare del tempo comincia ad avere dubbi sulla possibilità di crescere un figlio a causa della loro cecità e dichiara ad Adam di non volerlo più sposare. Durante una scampagnata con i ragazzi della scuola per ciechi, una tempesta di sabbia colpisce la città e al rientro una ragazza manca all'appello. Mary e Adam si avventurano nella bufera per cercarla e questo cambia le loro sorti.

## Uomini e bambini
- Titolo originale: Men Will Be Boys
- Diretto da: William F. Claxton
- Scritto da: Arthur Heinemann

### Trama
Durante le vacanze estive Albert e Andy svolgono alcuni lavoretti per i vicini. L'avere qualche soldo in tasca li porta a definirsi dei "veri uomini" ed a tralasciare i loro abituali impegni. Il clima nelle rispettive famiglie diventa pesante, quindi Charles e Jonathan decidono di metterli alla prova facendo compiere loro un viaggio a piedi attraverso il bosco: la posta in palio è il riconoscimento, da parte dei rispettivi genitori, dei nuovi diritti "di adulti" dei due bambini. I due ragazzi si dimostrano all'altezza della prova (più dei due padri che, seguendoli di nascosto, ne passano di tutti i colori), ma infine decidono di non voler comunque rinunciare alla loro vita da ragazzi.

## Gli imbroglioni
- Titolo originale: The Cheaters
- Diretto da: William F. Claxton
- Scritto da: Don Balluck

### Trama
Alice Garvey, che ormai è la nuova insegnante di Walnut Grove, viene umiliata dalla signora Oleson perché proprio suo figlio non va bene a scuola. Inoltre Andy è invidioso di Albert che prende ottimi voti e non vuole più essere suo amico. Dopo la proposta di Nellie di aiutare Andy nello studio Alice accetta, ma non sa che la ragazza imbroglia e che insegna anche al figlio a barare. Nel frattempo Albert cerca di recuperare il rapporto con l'amico studiando di meno e prendendo brutti voti di proposito. Ben presto Nellie presenta il conto ad Andy chiedendogli di spiare la madre per scoprire dove tiene le risposte degli argomenti d'esame. Alla fine, Andy trova il coraggio di confessare tutto ed Alice smaschera Nellie rivelando alla stessa Harriet le sue scorrettezze.

## Un viaggio nel buio
- Titolo originale: Blind Journey
- Diretto da: William F. Claxton
- Scritto da: John T. Dugan (soggetto); Carole Raschella, Michael Raschella e John T. Dugan (sceneggiatura)

### Trama
Episodio in due parti:
Parte 1: Dopo che Charles riesce finalmente a far ammettere Joe Kagan come membro della congregazione, da Winoka arriva la notizia che Mary e Adam devono trasferire la scuola per ciechi in una nuova sede entro trenta giorni, perché il signor Standish ha comprato lo stabile, di proprietà della chiesa, per farci un nuovo albergo. A Walnut Grove il reverendo Alden propone al consiglio di destinare la casa del defunto signor Hanson come nuova sede per la scuola. Ogni cittadino offre qualcosa ed Harriet Oleson regala i materiali per la ristrutturazione, a condizione che l'istituto le venga intitolato e che sia posta all'ingresso un'enorme targa col suo nome. La donna è entusiasta all'idea di conoscere la signora Terhune, anche lei responsabile di altri bambini ciechi che già a Winoka avrebbero dovuto unirsi a quelli di Adam. Credendola un membro di una nobile famiglia di St. Louis, Harriet vuole fare bella figura, regalandole la propria camera da letto e rifacendosi il guardaroba. Quando Charles e Joe Kagan vanno a Winoka con due carri per prendere i bambini, la Oleson li raggiunge, ma non accetta di viaggiare accanto a Kagan, manifestando apertamente il suo razzismo.
Parte 2: La signora Oleson è delusa nello scoprire che la signora Terhune non appartiene all'alta società, ma è una donna di colore. Durante il viaggio di ritorno sarà un bambino nero a farle superare il suo razzismo, mentre Adam, attraversando un fiume, appare terrorizzato dal ricordo dell'incidente che lo ha reso cieco.
- Guest Star: Moses Gunn (Joe Kagan), Don "Red" Barry (Larrabee), Leon Charles (Miles Standish), Ketty Lester (Hester-Sue), Bill Quinn (capotreno), Marcus Chong (Samson), Troy Melton (cocchiere)

## L'angelo custode
- Titolo originale: The Godsister
- Diretto da: Michael Landon
- Scritto da: Don Balluck

### Trama
Episodio in due parti:
Parte 1: Charles e Jonathan partono per un mese per lavorare alla prima linea telefonica. Nel frattempo Carrie soffre di solitudine perché nessuno le dedica tempo e sogna un'amica immaginaria di nome Alyssa, identica a lei, che le dice di essere il suo angelo custode.
Parte 2: Mentre Carrie continua a sognare Alyssa, la linea viene completata, e Charles e Jonathan rientrano finalmente a casa. 
- Guest Star: Dolph Sweet (Swaggart), E.J. André (San Pietro)

## L'artigiano
- Titolo originale: The Craftsman
- Diretto da: Michael Landon
- Scritto da: Paul Wolff

### Trama
Albert accetta un lavoro come apprendista presso un vecchio artigiano ebreo che fabbrica bare. Il ragazzo sarà deriso dai figli del signor Larrabee e dovrà affrontare i pregiudizi della comunità, dagli assurdi racconti di Nellie e Willie all'iniziale ritrosia della stessa Laura. Il rispetto per la vita, per la natura e per il lavoro saranno gli ideali che Albert apprenderà dall'anziano signor Singerman, finché un giorno lo aiuterà nella costruzione di una bara per un cliente del dottor Baker a cui resta poco da vivere, senza sapere che quella persona è proprio accanto a lui.
- Guest Star: John Bleifer (Isaac Singerman), Alvin Kupperman (Aaron Singerman), Frank De Kova (Brower), Don "Red" Barry (Larrabee)

## Il finto cieco
- Titolo originale: Blind Man's Bluff
- Diretto da: William F. Claxton
- Scritto da: Arthur Heinemann

### Trama
Jordan, compagno di scuola e amico di Laura, sogna di lavorare un giorno in un circo, ma è turbato dai suoi genitori che litigano. Dopo essere caduto mentre camminava su una fune, il ragazzo decide di trasformare la sua iniziale cecità temporanea in cecità permanente nel tentativo di mantenere i suoi genitori più vicini ed evitare il divorzio imminente. Laura scopre il suo inganno e non sa se dire a tutti la verità, ma un nuovo incidente cambierà le cose.
- Guest Star: Bert Kramer (Timothy), Kathryn Leigh Scott (Belle), Ronnie Scribner (Jordan), Ketty Lester (Hester-Sue)

## Balla con me
- Titolo originale: Dance with Me
- Diretto da: Michael Landon
- Scritto da: Paul Wolff

### Trama
Episodio in due parti:
Parte 1: Toby Noe arriva a Walnut Grove ed è ospite degli Ingalls. Si innamora dell'anziana zitella Amanda Cooper, ma lei è determinata a tenerlo a distanza. Nel frattempo, Laura ha una cotta per il compagno di scuola Jason e, seguendo i consigli di Albert, sbaglia tutte le mosse per farsi invitare al ballo.
Parte 2: Dopo aver apparentemente perso le speranze, sia Laura che Toby partecipano infine al ballo, rispettivamente con Jason e Amanda.
- Guest Star: Ray Bolger (Toby Noe), Eileen Heckart (Amanda), Sean Frye (Jason)

## Le voci dei bambini
- Titolo originale: The Sound of Children
- Diretto da: William F. Claxton
- Scritto da: Carole Raschella e Michael Raschella

### Trama
Albert si innamora della nuova maestra che sostituisce per un mese Alice Garvey. Nel frattempo Mary e Adam scoprono che stanno per avere un bambino. Mary avvisa il suocero, con cui Adam non ha più rapporti dal giorno dell'incidente che lo ha reso cieco. L'avvocato Kendall arriva a Walnut Grove e sembra felice di ritrovare il figlio, a cui propone di trasferirsi a New York per studiare legge e diventare suo associato nello studio legale. Quando in seguito Mary subisce un aborto spontaneo, le cose sembrano cambiare.
- Guest Star: Philip Abbott (Giles Kendall), Ellen Regan (Miss Elliott)

## Il mostro del lago Kezia
- Titolo originale: The Lake Kezia Monster
- Diretto da: Michael Landon
- Scritto da: John T. Dugan

### Trama
Kezia (già apparsa negli episodi 1 e 4 della quarta stagione) si è trasferita in una casa abbandonata in riva al lago, ma la signora Oleson acquista la proprietà per trascorrere le vacanze estive coi figli. Per intercessione del reverendo Alden, l'anziana donna riesce a rimanere in quella che ormai considera casa sua, purché faccia da cameriera ad Harriet, ma Laura, Albert ed Andy sono in pena per lei ed escogitano un piano per far paura agli Oleson. Mentre Kezia inventa la storia di un mostro che abita nel lago, i bambini ne costruiscono uno e in una notte di luna piena mettono in atto il loro piano.
- Guest Star: Hermione Baddeley (Kezia Horn)

## Il granaio in fiamme
- Titolo originale: Barn Burner
- Diretto da: Michael Landon
- Scritto da: Don Balluck

### Trama
Tutti i contadini di Walnut Grove fissano di comune accordo un prezzo più equo per la vendita del grano, ma il signor Larrabee non ritiene giusto che un nero come Kagan abbia il suo stesso profitto e svende il suo raccolto. Jonathan Garvey è il primo ad andare a protestare e lo fa in presenza della famiglia di Larrabee. La grave offesa culmina in una vendetta dell'uomo che si reca a casa di Garvey con il fucile. Lì trova Andy, ma non credendo che il ragazzo sia solo in casa, lo spintona per entrare nelle altre stanze e lo tramortisce. Alla vista del sangue sulla tempia di Andy, Larrabee fugge via, ma poco dopo il ragazzo rinviene e prende il cavallo per raggiungere i suoi e raccontare l'accaduto. Al loro ritorno alla fattoria il granaio è in fiamme e la colpa viene attribuita a Larrabee. Più tardi Charles, Jonathan, Nels ed altri abitanti arrestano Larrabee rinchiudendolo in attesa di un regolare processo.
Andy trova tra le macerie del granaio la sua lanterna e comincia a pensare che l'incendio sia stato provocato dal vento, ma l'odio nelle parole di Larrabee e l'atteggiamento dei suoi figli lo fanno desistere dal raccontare i suoi dubbi. La giuria non è unanime nel verdetto, ed è proprio Kagan a dissentire dagli altri: il giudice chiede chiarimenti e l'uomo racconta di quante volte ha visto impiccare la sua gente senza prove. Il suo discorso fa cambiare idea ad Andy, che testimonia nuovamente, ma ciò non modifica il modo di pensare di Larrabee, umiliato per essere stato difeso da un uomo di colore.
- Guest Star: Jeff Corey (Giudice Parker), Don "Red" Barry (Larrabee), Moses Gunn (Joe Kagan), Larry Golden (Matt)

## Una casetta per Mary
- Titolo originale: The Enchanted Cottage
- Diretto da: William F. Claxton
- Scritto da: Don Balluck

### Trama
Mary comincia a vedere la luce di nuovo e tutta la famiglia si augura che presto possa recuperare la vista. Charles la porta dall'oculista a Mankato mentre Adam teme che se Mary tornerà a vedere, le cose tra loro potrebbero cambiare. Nel frattempo Laura, convinta che al ritorno la sorella avrà bisogno di una casa tutta sua, si fa aiutare da Albert per riassettare la vecchia casa del signor Edwards. Nels Oleson le dona la sua vernice invenduta, con cui Laura ridipinge tutte le pareti di rosa. Ma la diagnosi del dottore non è quella che Mary si aspetta.
- Guest Star: Ketty Lester (Hester-Sue), Nathan Adler (Dr. Fromm)

## Per favore qualcuno mi ami
- Titolo originale: Someone Please Love Me
- Diretto da: William F. Claxton
- Scritto da: Michael Landon

### Trama
Charles va a Sleepy Eye per acquistare dei cavalli da Brett Harper, uno dei migliori allevatori dello Stato, che lo ospita in casa sua. Il continuo bere e i modi bruschi dell'uomo nei confronti della moglie e dei figli colpiscono Charles che per qualche giorno si sostituisce a lui nel ruolo di padre di famiglia, mentre la moglie gli rivela che il carattere dell'uomo è cambiato da quando hanno perso un figlio. Nonostante i consigli e i tentativi di riavvicinamento, la donna decide di andare via, finché i figli chiedono al signor Ingalls di aiutarli ancora.
- Guest Star: Charles Cioffi (Brett Harper), Jenny Sullivan (Leslie Harper), Kyle Richards (Samantha Harper), Bobby Rolofson (Thomas Harper), Eddie Quillan (Gargan)

## Missione mortale
- Titolo originale: Mortal Mission
- Diretto da: William F. Claxton
- Scritto da: John T. Dugan

### Trama
Numerosi abitanti di Walnut Grove, tra cui Laura, Albert e Adam, si ammalano gravemente dopo aver mangiato carne di montone. Il dottor Baker capisce che si tratta di antrace e trasforma la scuola per ciechi in un ospedale di fortuna. Charles e Jonathan fanno una corsa contro il tempo per ritirare le forniture di medicinali, ma vengono ostacolati dapprima da una tormenta e poi da un uomo che li rapina; nel frattempo iniziano i primi decessi, tra cui uno dei bambini di Mary.
- Guest Star: Matt Clark (Seth Berwick), Ketty Lester (Hester-Sue), Jerry Hardin (Slade), Carolyn Conwell (Bess)

## L'Odissea
- Titolo originale: The Odyssey
- Diretto da: Michael Landon
- Scritto da: Carole Raschella e Michael Raschella

### Trama
Dylan, un amico di Laura e Albert, ha un sogno: vedere un giorno l'oceano. Quando il ragazzo scopre di essere malato di leucemia, si propone di realizzare il suo sogno prima di morire e Laura e Albert si uniscono a lui nel lungo viaggio per San Francisco. Charles parte alla loro ricerca intenzionato a riportarli a casa, ma dopo averli trovati decide di proseguire con loro il viaggio. Il gruppo incontra lungo la strada William Randolph Hearst, magnate di un famoso giornale americano, che li aiuta ad arrivare al mare e paga loro il viaggio di ritorno chiedendo in cambio di poter pubblicare la loro storia.
- Guest Star: Steve Shaw (Dylan), Melinda Cordell (Gwen), Ken O'Brien (Ferret), J.S. (Joe) Young (Zacc McCabe), Bill Quinn (impiegato sul treno), Bill Ewing (William Randolph Hearst)